# 井上恵美子 (漫画家)
井上 恵美子（いのうえ えみこ、1959年〈昭和34年〉9月23日 - ）は、日本の漫画家。高知県須崎市出身。O型。女性。兵庫県神戸市在住。
代表作に『キャンパスカルテット』・『夫婦探偵奮戦記』・『ボディコン刑事』などがある。

## 来歴・作風
『別冊少女コミック』1976年8月号掲載の『制服VS私服あなたはどちら?』でデビュー。以後、同誌に青春スポーツ物を多数発表する。その後、レディースコミック誌『Judy』に活動の場を移している。
ハーレクイン小説を原作としたコミカライズ作品も多数手がけており、年1・2冊ペースで執筆している（後述#ハーレクイン作品群を参照）。

## 単行本リスト
＊特記がないものは『小学館』からの刊行。
- 『青春ストローク』 〈フラワーコミックス〉ISBN 978-4091306210 1980年4月発行
- 『青春飛行』 〈フラワーコミックス〉 1980年9月
- 『キャンパスカルテット −学園四重奏−[7]』 〈フラワーコミックス〉 全8巻
  1. ISBN 978-4091306234 1980年12月発行
  2. ISBN 978-4091306241 1981年2月発行
  3. ISBN 978-4091306258 1981年6月発行
  4. ISBN 978-4091306265 1981年9月発行
  5. ISBN 978-4091306272 1981年12月発行
  6. ISBN 978-4091306289 1982年3月発行
  7. ISBN 978-4091306296 1982年10月発行
  8. ISBN 978-4091306302 1983年1月発行

- 『かりそめのディドリーム』〈フラワーコミックス〉 ISBN 978-4091390318 1986年3月発行
- 『ときめいてスキャンダル』〈フラワーコミックス Judyロマンスシリーズ〉 ISBN 978-4091390325 1986年11月発行
- 『アフター・ドリーム』〈フラワーコミックス Judyロマンスシリーズ〉 ISBN 978-4091390387 1989年6月発行

- 『夫婦（）探偵奮戦記』〈フラワーコミックス Judyロマンスシリーズ〉全10巻
＊ このシリーズには全巻副題があるので、ISBNコードの後に記述。
  1. ISBN 978-4091390332 シティ・マンションの死角：1987年7月1日発行
  2. ISBN 978-4091390349 マスカレード：1987年12月発行
  3. ISBN 978-4091390356 モノクロームの女：1988年5月1日発行
  4. ISBN 978-4091390363 消えた女のレクイエム：1988年10月発行
  5. ISBN 978-4091390370 摩天楼タイフーン：1989年2月発行
  6. ISBN 978-4091390394 哀しみのシュプール：1989年10月発行
  7. ISBN 978-4091390400 Once Again：1990年4月発行
  8. ISBN 978-4091392183 TRAP：1991年11月26日発行
  9. ISBN 978-4091392190 WARNING：1992年2月26日発行
  10. ISBN 978-4091392206 闇のエクササイズ：1992年2月26日発行

- 『LOVERS（ラヴァーズ）』〈Judyコミックス〉全2巻
  1. ISBN 978-4091392213 1991年7月26日発行
  2. ISBN 978-4091392220 1994年5月26日発行

- 『ボディコン刑事（デカ）』〈Judyコミックス〉全14巻
  1. ISBN 978-4091392916 1991年11月26日発行
  2. ISBN 978-4091392923 1992年2月26日発行
  3. ISBN 978-4091392930 1992年7月24日発行
  4. ISBN 978-4091392947 1992年11月26日発行
  5. ISBN 978-4091392954 1993年3月26日発行
  6. ISBN 978-4091392961 1993年6月26日発行
  7. ISBN 978-4091392978 1993年9月25日発行
  8. ISBN 978-4091392985 1994年2月26日発行
  9. ISBN 978-4091392992 1994年6月25日発行
  10. ISBN 978-4091393005 1994年11月26日発行
  11. ISBN 978-4091395511 1995年5月26日発行
  12. ISBN 978-4091395528 1995年9月26日発行
  13. ISBN 978-4091395535 1996年1月26日発行
  14. ISBN 978-4091395542 1996年7月26日発行

- 『異議あり!』〈Judyコミックス〉全3巻
  1. ISBN 978-4091396419 1997年5月26日発行
  2. ISBN 978-4091396426 1997年11月26日発行
  3. ISBN 978-4091396433 1998年2月24日発行

- 『翔んだやつら』〈Judyコミックス〉 ISBN 978-4091396440 1998年12月発行

- 『彼と彼女の物語』〈Judyコミックス〉全2巻
  1. ISBN 978-4091690517 1999年9月25日発行
  2. ISBN 978-4091690524 1999年10月26日発行

- 『奥様は女忍者』〈Judyコミックス〉全2巻
  1. ISBN 978-4091690555 2001年9月発行
  2. ISBN 978-4091690562 2002年9月26日発行

- 『ペンションライムで朝食を』〈Judyコミックス〉 ISBN 978-4778010119 2004年2月発行

- 『お嬢様社長がゆく!』〈Judyコミックス〉全4巻
  1. ISBN 978-4778010126 2004年10月26日発行
  2. ISBN 978-4778010133 2005年9月26日発行
  3. ISBN 978-4778010157 2006年5月26 日発行
  4. ISBN 978-4778010423 2007年3月26日発行

- 『灼熱の愛の女王クレオパトラ：コミック愛の世界史』 講談社 ISBN 978-4061006010 1984年12月発行（著：北鏡太）
- 『ナポレオン夢の王妃ジョセフィーヌ：コミック愛の世界史』 講談社 ISBN 978-4061006096 1985年4月発行（著：久保田千太郎）

### ハーレクイン作品群
＊ハーレクイン小説を井上恵美子がコミカライズした作品群（※以下、作画・井上の名前は省く）。
〈ハーレクインコミックス★キララ〉B6判、発行：ハーレクイン
- 奪われた祝福の夜〈CMK-038 / 初版R-2278〉（原作：エマ・ダーシー(Emma Darcy)、2009年11月発行）ISBN 978-4-596-97038-1
- 虹色のシンデレラ〈CMK-081 / 初版R-2320〉（原作：エマ・ダーシー、2010年6月発行）ISBN 978-4-596-97081-7
- 美しすぎる告白〈CMK-123 / 初版L-114〉（原作：ディクシー・ブラウニング(Dixie Browning)、2011年1月発行）ISBN 978-4-596-97123-4
- 禁じられた口づけ〈CMK-177 / 初版I-1816〉（原作：キャロル・モーティマー(Carole Mortimer)、2011年10月発行）ISBN 978-4-596-97177-7
- レディ・ガブリエラの秘密〈CMK-211 / 初版I-1926〉（原作：リズ・フィールディング(Liz Fielding)、2012年4月発行）ISBN 978-4-596-97211-8
- 暁の恋歌〈CMK-258 / 初版HS-149〉（原作：シャーリー・アントン(Sharon Antoniewicz)、2012年12月発行）ISBN 978-4-596-97258-3
- 無邪気なキューピッド〈CMK-292 / 初版I-2036〉（原作：アリス・シャープ(Alice Sharpe)、2013年5月発行）ISBN 978-4-596-97292-7
- お嬢さま、お手やわらかに〈CMK-341 / 初版D-707〉（原作：ディクシー・ブラウニング、2013年11月発行）ISBN 978-4-596-97341-2

〈ハーレクインコミックス★キララ〉B6判、発行：ハーパーコリンズ・ジャパン
- モンテカルロの誘惑ミニシリーズ（原作：エミリー・ローズ(Emilie Rose Cunningham)
  - (I) 百万ユーロの愛人〈CMK-524 / 初版D-1240〉2015年12月発行、ISBN 978-4-596-97524-9
  - (II) 地中海にささやかれ〈CMK-527 / 初版D-1243〉2016年1月発行、ISBN 978-4-596-97527-0
  - (III) プレイボーイの仮面〈CMK-535 / 初版D-1247〉2016年2月発行、ISBN 978-4-596-97535-5
- 純愛の城〈CMK-613 / 初版R-2808〉（原作：ペニー・ジョーダン(Penny Jordan)、2017年3月発行）ISBN 978-4-596-97613-0
- 完璧なデート？〈CMK-710 / 初版I-1553〉（原作：ジル・シャルヴィス(Jill Shalvis)、2018年7月発行）ISBN 978-4-596-97710-6
- お熱い恋はお好き？〈CMK-716 / 初版I-1559〉（原作：ジル・シャルヴィス、2018年8月発行）ISBN 978-4-596-97716-8
- 夢の一夜の代償〈CMK-825 / 初版D-1577〉（原作：サンドラ・ハイアット(Sandra Hyde)、2020年2月発行）ISBN 978-4-596-97825-7
- シンデレラより幸せ〈CMK-881 / 初版D-748〉（原作：ジャン・ハドソン(Janece O.Hudson)、2020年10月発行）ISBN 978-4-596-97881-3
- 純白のイヴ〈CMK-888 / 初版D-866〉（原作：ジャン・ハドソン、2020年11月発行）ISBN 978-4-596-97888-2
- 大富豪の奥手な恋人〈CMK-951 / 初版R-3046〉（原作：キャシー・ウィリアムズ(Cathy Williams)、2021年8月発行）ISBN 978-4-596-01078-0
- シンデレラの結婚〈CMK-1010 / 初版I-1791〉（原作：マリオン・レノックス(Marion Lennox)、2022年5月発行）ISBN 978-4-596-42909-4
- 愛に満ちたたくらみ〈CMK-1045 / 初版I-611〉（原作：スーザン・ネーピア(Susan Napier)、2022年11月発行）ISBN 978-4-596-75513-1

〈ハーレクインコミックス〉B6判、発行：ハーパーコリンズ・ジャパン
- 愛を裏切った罰〈CM-711 / 初版R-2126〉（原作：リー・ウィルキンソン(Lee Wilkinson)、2015年8月発行）ISBN 978-4-596-95711-5
- 孤独を脱ぎ捨てて〈CM-1020 / 初版T-490〉（原作：ジル・シャルヴィス(Jill Shalvis)、2019年6月発行）ISBN 978-4-596-58750-3
- ロンドンの熱い夜〈CM-1057 / 初版HA-29〉（原作：ジュリー・コーエン(Julie Cohen)、2019年12月発行）ISBN 978-4-596-58977-4